# 박아도
박아도(朴阿道, ?~?)는 신라(新羅)의 왕자(王子)이자 박이비(朴伊非) 아들이다.

## 생애
신라 초기의 왕족이자 진골 귀족으로, 파사 이사금의 손자이며 박제상의 조부이고 미추 이사금의 고조부가 된다. 손자로 기록된 박제상의 성이 기록에 따라 김씨로 나타나는 등 혼동이 있는데다가 파사 이사금과 지마 이사금의 부인이 김씨인 점을 보아 김알지 세력과 연합한 것으로 추측된다. 그러나 김아도와 동일인물로 보더라도 일성 이사금 및 박제상과의 연대차이가 나서 앞뒤가 맞지 않게 된다.
일설에는 그를 유리 이사금의 아들이자 일성 이사금의 아버지로 보기도 한다. 이 설을 따르면 일성 이사금은 지마 이사금의 큰아버지가 아닌 사촌형이 되고 아도는 파사 이사금의 형 또는 동생이 된다. 그러나 일성 이사금의 즉위 한참 후인 148년(일성 이사금 15년) 갈문왕에 봉해진 것을 보면 일성 이사금의 친부일 가능성은 낮아 보인다.
파사 이사금의 손자이다. 그가 생전에 갈문왕을 받은 것인지 사후에 갈문왕을 받은 것인지는 다소 불분명하다. 일설에 의하면 그를 일성 이사금의 아버지로 보기도 한다.
한편 그의 생존연대는 그대로 믿을 수 없는 것이라 하더라도, 그의 손자로 되어 있는 박제상이 활약하던 19대 눌지 마립간 시대와는 너무도 큰 시간적 차이를 보이고 있어, 박제상의 할아버지가 아도였다는 기록은 신빙성이 희박하다고 보는 견해도 있다. 묘는 보문산(寶文山) 을좌(乙坐)에 안장되었다.

## 가족 관계
- 조부 : 지마 이사금(祗摩泥師今)
- 조모 : 미상
  - 아버지 : 박이비(朴伊非)
  - 어머니 : 미상
    - 왕자 : 박아도(朴阿道)
    - 부인 : 미상
      - 아들 : 박물품(朴物品)
      - 며느리 : 미상
        - 손자 : 박제상(朴堤上)
        - 손자 며느리 : 치술신모